# Decauville-Bahn der Maréchaux-Steinbrüche
| Decauville-Lokomotive Yvette Tragbares Gleis und Leichtbaubrücken im Steinbruch |                     |                                        |                                        |
| Streckenverlauf |                     |                                        |                                        |
| Streckenlänge: | 6,447 (1885) km     |                                        |                                        |
| Spurweite: | 600 mm (Schmalspur) |                                        |                                        |
| |                     |                                        |                                        |
| \| \| \| LKW-Umladevorrichtung (Estacade) \| \| \| \| Normalspur-Bahnhof Les Essarts-le-Roi \| \| \| \| Feldbahnhaltestelle Les Essarts-le-Roi \| \| \| \| Entlang der Grenze von Auffargis \| \| \| \| Pont-Vert im Nordwesten \| \| \| \| Gebäude von Maréchaux in Senlisse \| \| \| \| Grand-Moulin im Nordosten \| \| \| \| Garnes im Südwesten \| |                     |                                        |                                        |
| Strecke von links (außer Betrieb) · Betriebs-/Güterbahnhof Streckenende und quer (Strecke außer Betrieb) |                     | LKW-Umladevorrichtung (Estacade)       | LKW-Umladevorrichtung (Estacade)       |
| Kreuzung geradeaus oben (Strecke geradeaus außer Betrieb) · Bahnhof quer |                     | Normalspur-Bahnhof Les Essarts-le-Roi  | Normalspur-Bahnhof Les Essarts-le-Roi  |
| Abzweig geradeaus und von links (Strecke außer Betrieb) · Kopfbahnhof Streckenende und quer (Strecke außer Betrieb) |                     | Feldbahnhaltestelle Les Essarts-le-Roi | Feldbahnhaltestelle Les Essarts-le-Roi |
| Strecke (außer Betrieb) |                     | Entlang der Grenze von Auffargis       | Entlang der Grenze von Auffargis       |
| Abzweig geradeaus und von links (Strecke außer Betrieb) · Haltepunkt / Haltestelle Streckenende und quer (Strecke außer Betrieb) |                     | Pont-Vert im Nordwesten                | Pont-Vert im Nordwesten                |
| Bahnhof (Strecke außer Betrieb) |                     | Gebäude von Maréchaux in Senlisse      | Gebäude von Maréchaux in Senlisse      |
| Abzweig geradeaus und nach links (Strecke außer Betrieb) · Haltepunkt / Haltestelle Streckenende und quer (Strecke außer Betrieb) |                     | Grand-Moulin im Nordosten              | Grand-Moulin im Nordosten              |
| Strecke nach links (außer Betrieb) · Haltepunkt / Haltestelle Streckenende und quer (Strecke außer Betrieb) |                     | Garnes im Südwesten                    | Garnes im Südwesten                    |

Die Decauville-Bahn der Maréchaux-Steinbrüche (französisch Voie ferrée Decauville de la carrières de Maréchaux)  war eine von 1885 bis etwa 1936 anfangs mit Decauville-Dampflokomotiven und später mit Benzol- oder Diesellokomotiven betriebene 6,447 km lange Feldbahn von Les Essarts-le-Roi nach Senlisse in Frankreich.

## Geschichte
Die Maréchaux-Steinbrüche wurden an den Staat vermietet, bis sie ab 1879 in Eigenregie betrieben wurden, um den Bedarf an Pflastersteinen in der Stadt Paris zu decken, nachdem die Steinbrüche von Marcoussis, die von 1855 bis 1875 betrieben worden waren, erschöpft waren. Die Lagerstätten von Maréchaux wurden in drei Steinbrüchen abgetragen, die über drei Stichstrecken erreicht werden konnten: Pont-Vert im Nordwesten, Grand-Moulin im Nordosten und Garnes im Südwesten.
Bereits 1881 wurde dort eine Pferdebahn betrieben. Ab 1885 wurden die Pflastersteine, Mühlsteine, Schotter und Sand mit einer 6,447 km langen Decauville-Feldbahn mit einer Spurweite von 600 mm zum Bahnhof Essarts-le-Roi an der Bahnstrecke Paris – Le Mans transportiert. Sie folgte im Wesentlichen der gerade verlaufenden Forststraße Cinq Cents Arpents und überquerte auf einer heute noch erhaltenen Stahlbrücke (Pont Artus) die Normalspureisenbahn zu einer Umladevorrichtung auf Lastkraftwagen für den Weitertransport im Straßenverkehr. Sie war eine der ersten Feldbahnen, auf denen Decauville-Dampflokomotiven eingesetzt wurden. Ab 1887 ersetzten Kipploren und tragbare Gleise die bisher in Steinbrüchen verwendeten Schubkarren.

## Steinbrüche

### Pont-Vert
Pont-Vert (grüne Brücke) war der größte Steinbruch in der Maréchaux-Lagerstätte. Es gab dort drei Standseilbahnen mit 25 bis 30 % Gefälle: die mittlere für die Bergabfahrt der leeren Loren und die äußeren für die Bergauffahrt der beladenen Loren. Die Winden wurden von einer Winde angetrieben, die bis 1908 von einer 25-PS-Dampfmaschine gespeist wurde, die auch Druckluft, elektrischen Strom und die Energie für die Werkzeugmaschinen der Werkstätten lieferte. 1914 wurde eine neue Anlage mit zwei 25-PS-Dampfmaschinen in Betrieb genommen.

### Grand-Moulin
Der Steinbruch von Grand-Moulin befand sich weniger als 500 Meter östlich der Gebäude von Les Maréchaux. Die Winden der geneigten Ebenen dieses Steinbruchs wurden anfangs von einem Lokomobil und anschließend von zwei Dampfmaschinen angetrieben.

### Garnes
Der Steinbruch Garnes lag nordöstlich des Gebäudes von Les Maréchaux. Die Ausbeutung dieser kleinen 3 Hektar großen Lagerstätte begann 1912, wofür die Feldbahn verlängert wurde.

## Beschaffungs- und Betriebskosten
Die Beschaffungskosten für den Unterbau und das von der Firma Decauville gelieferte Material waren wie folgt:
| Material                                                                | Preis         |
| Unterbau (Arbeiten, die in Eigenregie oder im Akkord ausgeführt wurden) |               |
| ----------------------------------------------------------------------- | ------------- |
| Erdarbeiten und Schotter                                                | 10.823 Franc  |
| Mauerwerk und Kunstbauwerke                                             | 3.112 Franc   |
| Transport und Verlegung der Gleise                                      | 3.713 Franc   |
| Zäune entlang der Strecke                                               | 1.082 Franc   |
| Lokschuppen und Grube zum Leeren der Feuerbüchse und des Aschekastens   | 1.193 Franc   |
| Bau von vier Trucks                                                     | 300 Franc     |
| Verschiedenes                                                           | 874 Franc     |
| Oberbau                                                                 |               |
| 7.993 m gerades Gleis                                                   | 81.594 Franc  |
| 191 m gebogenes Gleis                                                   | 2.191 Franc   |
| 100 m Doppelschienen (für Straßenbahngleise)                            | 1.930 Franc   |
| 4 Kreuzungen                                                            | 760 Franc     |
| 4 Weichen                                                               | 360 Franc     |
| 4 Weichenstellhebel                                                     | 210 Franc     |
| 8 Zangen zum Verlegen des Gleises                                       | 80 Franc      |
| 1 Brückenwaage                                                          | 2.080 Franc   |
| Schienenfahrzeuge                                                       |               |
| Lokomotive Yvette mit Zubehör                                           | 13.300 Franc  |
| 26 Kipploren                                                            | 17,511 Franc  |
| Gesamtpreis                                                             | 141.115 Franc |

Die Feldbahn transportierte zu ihrer Blütezeit 30.000 t Mühlsteine und 750.000 Pflastersteine pro Jahr. Der Betrieb beschäftigte 230 Mitarbeiter in den Steinbrüchen und 20 Mitarbeiter für den Feldbahnbetrieb. Das Transportaufkommen war über die Jahre wie folgt:
| Jahr                     | 1885  | 1886   | 1887   | 1888   | 1889   | 1890   |
| ------------------------ | ----- | ------ | ------ | ------ | ------ | ------ |
| Anzahl der Züge          | 542   | 617    | 1.336  | 1.709  | 1.071  | 1.494  |
| Gütertransport in Tonnen | 9.303 | 12.457 | 30.010 | 44.151 | 31.154 | 31.427 |

Auf der knapp 10 Kilometer langen Strecke konnten mehr als 50 Tonnen pro Tag befördert werden. Die Transportkosten lagen bei etwa 5 Franc pro Tonne.

## Schienenfahrzeuge

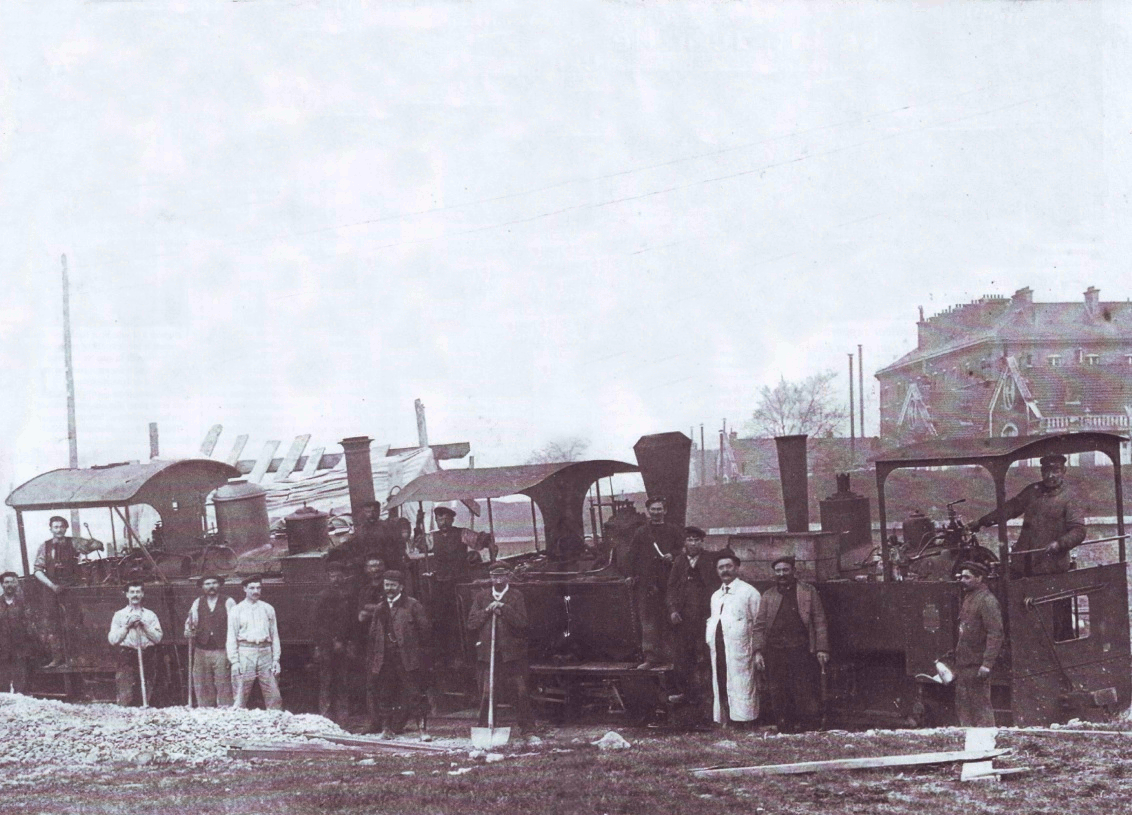
Die drei Decauville-Lokomotiven des Steinbruchs

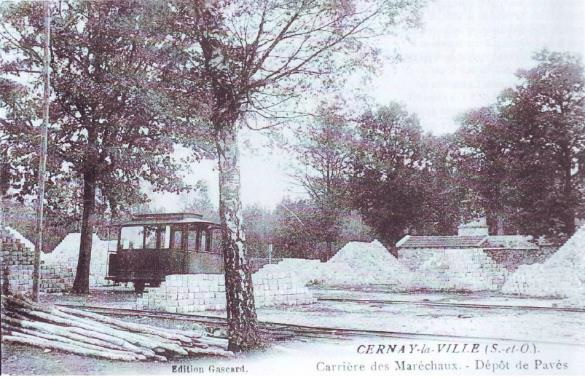
Personenwagen im Pflastersteindepot

1905 gab es zwei jeweils 6 Tonnen schwere Dampflokomotiven, 32 Loren mit jeweils 3 Tonnen Gesamtgewicht und zwei Personenwagen. Außerdem gab es 50 Güterwagen. Das waren entweder V-förmige Kipploren aus Stahlblech für den Transport von Schüttgut wie Schotter und Sand oder Plattform-Wagen zum Transport der Pflastersteine des Steinbruchs.
Im Jahr 1917 listete der Bericht des Steinbruchleiters folgende Transportausrüstung auf:
- 1 Decauville Lokomotive, Bauart Mallet System, mit 12 Tonnen Dienstgewicht
- 2 Decauville-Lokomotiven mit 6 Tonnen Dienstgewicht
- 2 Personenwagen mit jeweils 10–12 Sitzen
- 31 Güterwagen mit jeweils 3 Tonnen Gesamtgewicht
- 11 km 600-mm-Gleis mit einem Metergewicht von 9,5 kg/m
- 2 Dreiwegweichen
- 27 Weichen

Für den Materialtransport gab es außerdem:
- 76 Kipploren mit jeweils 500 Liter Fassungsvermögen
- 50 Kipploren mit jeweils 300 Liter Fassungsvermögen
- 3 km 600-mm-Gleise mit einem Metergewicht von 7 kg/m und 4,5 kg/m

Im gleichen Bericht heißt es allerdings, dass ein Teil der Kipploren, alle Transportmittel und die den Steinbruch mit dem Bahnhof Les Essarts verbindende Eisenbahn im August 1914 von der Militärbehörde beschlagnahmt und entfernt wurden, so dass seither jeglicher Transport und Verkehr unmöglich geworden sind.
| Nr.    | Baujahr | Bauart         | Spurweite | Leer- gewicht | Dienst- gewicht | Name                              | Anmerkungen |
| ------ | ------- | -------------- | --------- | ------------- | --------------- | --------------------------------- | --- |
|        |         | B n2t          | 600 mm    |               |                 |                                   | Geschlossener Pferdewagen, 10 Sitzplätze, 2 Plattformen |
|        |         | B n2t          | 600 mm    | 1,050 t       |                 |                                   | Seitlich offener Pferdewagen, 12 Sitzplätze, 2 Plattformen |
| N° 23  |         | B n2t          | 600 mm    | 5 t           | 6 t             | Yvette                            | [ 1 ] [ 5 ] [ 7 ] [ 8 ] |
| N° 52  | 1887    | B’B n4v Mallet | 600 mm    | 9,5 t         | 12 t            | L’Avenir, später Sergent Bobillot | Tubize 687/1887, für 8 % Steigung, Radien von 20 m und Schienen mit 9,5 kg/m geeignet. Diese Lok unterschied sich geringfügig von den auf der Decauville-Bahn der Pariser Weltausstellung von 1889 vorgeführten Lokomotiven. |
| N° 309 |         | B n2t          | 600 mm    | 5 t           |                 | Yveline                           | Neue Baureihe 3, baugleich mit der im Museum von Pithiviers erhaltenen Lok |
| N° 969 | 1920    | B n2t          | 600 mm    | 5             |                 |                                   | Baureihe Progrès, 5 t, für Administration des Travaux de Paris |

## Einstellung des Betriebs
Der Dampfbahnbetrieb wurde am 31. Dezember 1930 eingestellt. Daraufhin wurde die Strecke 1934/36 endgültig stillgelegt.